# Lista de prefeitos de Fundão (Espírito Santo)

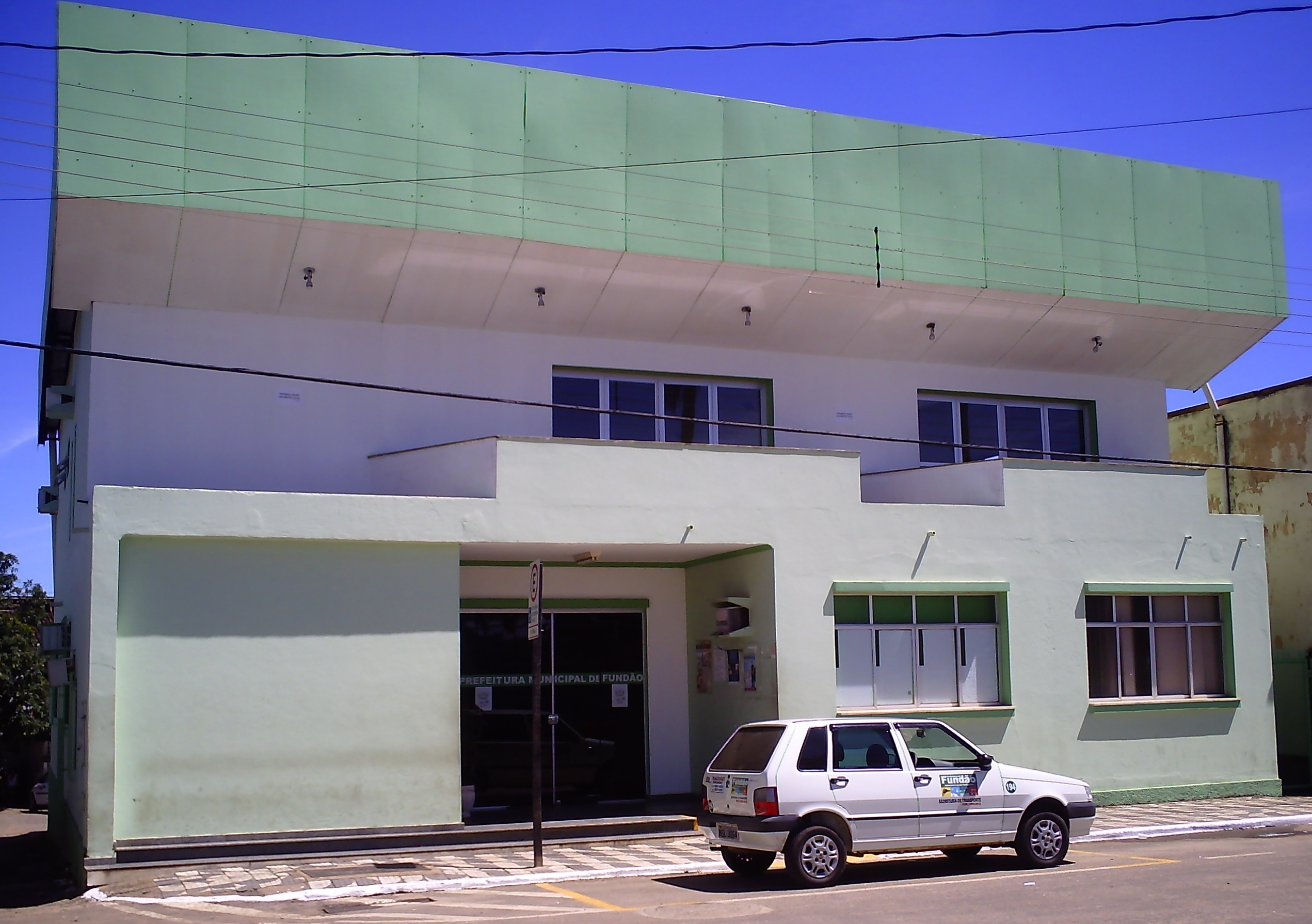
Sede da Prefeitura Municipal e da Câmara Municipal de Fundão.

Esta é a lista de prefeitos do município de Fundão, estado brasileiro do Espírito Santo.
A página da Câmara de Fundão indica como prefeitos, sem datas precisas, Jonas Farias e dois de três mandatos de César Agostini.
De acordo com a Constituição de 1988, a administração municipal se dá pelo poder executivo e pelo poder legislativo.
O primeiro representante do poder executivo e prefeito do município foi Hermínio Jorge de Castro, logo após a emancipação do município. Nos últimos anos, o cargo foi ocupado por Marcos Fernando Moraes, o Marquinhos, do Partido Democrático Trabalhista (PDT), eleito em 2008 com 54,73% dos votos válidos (5.974 votos), mas foi afastado do cargo. Dirigiu a prefeitura interinamente a partir de 3 de junho de 2011 o presidente da Câmara Municipal, Anderson Pedroni Gorza, então no Partido Comunista do Brasil (PCdoB), até a recondução de Marquinhos em 3 de agosto de 2011. Marquinhos foi novamente afastado em 1º de setembro de 2011 e Anderson voltou a assumir a prefeitura em 5 de setembro. Anderson também foi afastado, assumindo em seu lugar no dia 7 de março de 2012 o presidente em exercício da Câmara, Claydson Pimentel Rodrigues, do Partido Socialista Brasileiro (PSB). O cargo foi ocupado entre 1º de janeiro de 2013 e 31 de dezembro de 2016 por Maria Dulce Rudio Soares, do Partido do Movimento Democrático Brasileiro (PMDB), eleita em 2012 com 37,43% dos votos válidos (3.959 votos). Pelo Partido Social Democrático, Anderson Pedroni Gorza foi o candidato a prefeito mais votado em 2016, com 8.564 votos, mas sua candidatura foi indeferida pela Justiça Eleitoral. Desde 1º de janeiro de 2017, o município é governado pelo prefeito interino Eleazar Ferreira Lopes, do Partido Comunista do Brasil (PCdoB), licenciado da presidência da Câmara. Após eleição suplementar para prefeito em 1º de outubro de 2017, o novo prefeito Pretinho Nunes (PDT) foi empossado no dia 27 do mesmo mês.
O poder legislativo é constituído pela câmara, composta por onze vereadores eleitos para mandatos de quatro anos (em observância ao disposto no artigo 29 da Constituição) e está composta da seguinte forma: duas cadeiras do Partido Comunista do Brasil (PCdoB); duas do Partido Ecológico Nacional (PEN), duas do Partido Republicano Progressista (PRP), duas do Partido da Mobilização Nacional (PMN); uma do Partido Democrático Trabalhista (PDT); uma do Partido Verde (PV); e uma da REDE Sustentabilidade. Cabe à casa elaborar e votar leis fundamentais à administração e ao Executivo, especialmente o orçamento participativo (Lei de Diretrizes Orçamentárias).
O município de Fundão se rege por uma lei orgânica. É sede de comarca de Fundão. De acordo com o Tribunal Regional Eleitoral do Espírito Santo (TRE-ES), o município possuía, em maio de 2017, 14.125 eleitores.
| Nº | Nome                                                               | Imagem                                           | Partido                                          | Início do mandato       | Fim do mandato                          | Observações                                                      |
| 1  | Hermínio Jorge de Castro                                           |                                                  | PLES                                             | 1º de janeiro de 1924   | 31 de dezembro de 1927                  | Intendente nomeado                                               |
| 2  | Guilherme Ferreira da Rocha Pimentel                               |                                                  | PLES                                             | 1º de janeiro de 1928   | 3 de outubro de 1930                    | Intendente nomeado                                               |
| 3  | Manuel do Nascimento Silva                                         |                                                  | PSD                                              | 4 de outubro de 1930    | 31 de dezembro de 1934                  | Intendente nomeado                                               |
| 4  | Everaldino Silva                                                   |                                                  | PSD                                              | 1º de janeiro de 1935   | 11 de agosto de 1935                    | Intendente nomeado                                               |
| 5  | Manuel de Almeida Matos                                            |                                                  | PSD                                              | 12 de agosto de 1935    | 18 de abril de 1936                     | Intendente nomeado                                               |
| 6  | César Agostini                                                     |                                                  | PLES                                             | 19 de abril de 1936     | 11 de novembro de 1938                  | Intendente nomeado                                               |
| 7  | Roberto Maluf                                                      |                                                  | PSD                                              | 12 de novembro de 1938  | 10 de setembro de 1940                  | Intendente nomeado                                               |
| 8  | César Agostini                                                     |                                                  | PLES                                             | 11 de setembro de 1940  | 2 de dezembro de 1940                   | Intendente nomeado                                               |
| 9  | Roberto Maluf                                                      |                                                  | PSD                                              | 3 de dezembro de 1942   | 31 de janeiro de 1944                   | Intendente nomeado                                               |
| 10 | Getúlio da Costa Muniz                                             |                                                  |                                                  | 1º de fevereiro de 1944 | 30 de janeiro de 1951                   | Intendente nomeado                                               |
| 11 | Manuel de Almeida Matos                                            |                                                  |                                                  | 31 de janeiro de 1951   | 30 de janeiro de 1955                   | Prefeito eleito                                                  |
| 12 | Jasson Rodrigues Sarmento                                          |                                                  | Partido Social Democrático PSD                   | 31 de janeiro de 1955   | 30 de janeiro de 1959                   | Prefeito eleito                                                  |
| 13 | Manuel de Almeida Matos                                            |                                                  |                                                  | 31 de janeiro de 1959   | 30 de janeiro de 1963                   | Prefeito eleito                                                  |
| 14 | Jasson Rodrigues Sarmento                                          |                                                  | Aliança Renovadora Nacional ARENA                | 31 de janeiro de 1963   | 30 de janeiro de 1967                   | Prefeito eleito em sufrágio universal                            |
| 15 | Alcyr Miranda Costa                                                |                                                  | Aliança Renovadora Nacional ARENA                | 31 de janeiro de 1967   | 30 de janeiro de 1971                   | Prefeito eleito em sufrágio universal                            |
| 16 | Jeovah Miranda Ferreira (Fundão, 1928–??.11.2016)                  |                                                  | Aliança Renovadora Nacional ARENA                | 31 de janeiro de 1971   | 30 de janeiro de 1973                   | Prefeito eleito em sufrágio universal                            |
| 17 | Sebastião Carreta (Fundão, 20.01.1934–)                            |                                                  | Movimento Democrático Brasileiro MDB             | 31 de janeiro de 1973   | 30 de janeiro de 1977                   | Prefeito eleito em sufrágio universal                            |
| 18 | Clério Zuccolotto (Fundão, 19??–29.10.2021)                        |                                                  | Aliança Renovadora Nacional ARENA                | 31 de janeiro de 1977   | 30 de janeiro de 1983                   | Prefeito eleito em sufrágio universal                            |
| 19 | Sebastião Carreta (Fundão, 20.01.1934–)                            |                                                  | Partido do Movimento Democrático Brasileiro PMDB | 31 de janeiro de 1983   | 31 de dezembro de 1988                  | Prefeito eleito em sufrágio universal                            |
| 20 | Gilmar de Souza Borges (Fundão, 10.05.1955–)                       |                                                  | Partido do Movimento Democrático Brasileiro PMDB | 1º de janeiro de 1989   | 31 de dezembro de 1992                  | Prefeito eleito em sufrágio universal                            |
| 21 | Sebastião Carreta (Fundão, 20.01.1934–)                            |                                                  | Partido Democrático Trabalhista PDT              | 1º de janeiro de 1993   | 31 de dezembro de 1996                  | Prefeito eleito em sufrágio universal                            |
| 22 | Gilmar de Souza Borges (Fundão, 10.05.1955–)                       |                                                  | Partido dos Trabalhadores PT                     | 1º de janeiro de 1997   | 31 de dezembro de 2000                  | Prefeito eleito em sufrágio universal                            |
| 22 | Gilmar de Souza Borges (Fundão, 10.05.1955–)                       | Partido do Movimento Democrático Brasileiro PMDB | 1º de janeiro de 2001                            | 31 de dezembro de 2004  | Prefeito reeleito em sufrágio universal |                                                                  |
| 23 | Maria Dulce Rudio Soares (Fundão, 28.11.1950–)                     |                                                  | Partido Progressista PP                          | 1º de janeiro de 2005   | 31 de dezembro de 2008                  | Prefeita eleita em sufrágio universal                            |
| 24 | Marcos Fernando Moraes, Marquinhos (Santa Leopoldina, 06.04.1961–) |                                                  | Partido Democrático Trabalhista PDT              | 1º de janeiro de 2009   | 2 de junho de 2011                      | Prefeito eleito em sufrágio universal                            |
| 25 | Anderson Pedroni Gorza (Vitória, 02.09.1971–)                      |                                                  | Partido Comunista do Brasil PCdoB                | 3 de junho de 2011      | 3 de agosto de 2011                     | Prefeito interino                                                |
| —  | Marcos Fernando Moraes, Marquinhos (Santa Leopoldina, 06.04.1961–) |                                                  | Partido Democrático Trabalhista PDT              | 3 de agosto de 2011     | 5 de setembro de 2011                   | Prefeito eleito                                                  |
| —  | Anderson Pedroni Gorza (Vitória, 02.09.1971–)                      |                                                  | Partido Comunista do Brasil PCdoB                | 5 de setembro de 2011   | 6 de março de 2012                      | Prefeito interino                                                |
| 26 | Claydson Pimentel Rodrigues (Vitória, 19.03.1980–)                 |                                                  | Partido Socialista Brasileiro PSB                | 7 de março de 2012      | 31 de dezembro de 2012                  | Prefeito interino                                                |
| 27 | Maria Dulce Rudio Soares (Fundão, 28.11.1950–)                     |                                                  | Partido do Movimento Democrático Brasileiro PMDB | 1º de janeiro de 2013   | 31 de dezembro de 2016                  | Prefeita eleita em sufrágio universal                            |
| 28 | Eleazar Ferreira Lopes (Fundão, 12.06.1981–)                       |                                                  | Partido Comunista do Brasil PCdoB                | 1º de janeiro de 2017   | 26 de outubro de 2017                   | Prefeito interino                                                |
| 29 | Joilson Rocha Nunes, Pretinho Nunes                                |                                                  | Partido Democrático Trabalhista PDT              | 27 de outubro de 2017   | 31 de dezembro de 2020                  | Prefeito eleito em sufrágio universal, suplementar de 01.10.2017 |
| 30 | Gilmar de Souza Borges, Gil (Fundão, 10.02.1955–)                  |                                                  | Partido Socialista Brasileiro PSB                | 1º de janeiro de 2021   | 31 de dezembro de 2024                  | Prefeito eleito em sufrágio universal                            |
| 31 | Eleazar Ferreira Lopes (Fundão, 12.06.1981–)                       |                                                  | Podemos PODE                                     | 1° de janeiro de 2025   | Atualidade                              | Prefeito reeleito em sufrágio universal                          |